# Microcos saccinervia
Microcos saccinervia är en malvaväxtart som beskrevs av Karl Ewald Maximilian Burret. Microcos saccinervia ingår i släktet Microcos och familjen malvaväxter. Inga underarter finns listade i Catalogue of Life.